# Tommaso Giordani
Pour les articles homonymes, voir Giordani.
Tommaso Giordani (Naples, 1733 – Dublin, 23 février 1806) est un compositeur italien.

## Biographie
Tommaso Giordani est né à Naples et est issu d'une famille de musiciens ce qui le mène naturellement à suivre son père Giuseppe Giordani (senior) (un chanteur librettiste et impresario, né vers 1695 à Naples et mort après 1762) dans la petite formation itinérante, grâce à laquelle il peut faire interpréter ses œuvres en Europe : Graz, Francfort, Amsterdam et Londres, où il s'établit en 1752. Après trois ans au Covent Garden Royal Opera House, il sort son premier opéra comique. En 1762, il se produit comme chanteur au Théâtre Royal. En 1764, il s'installe à Dublin où il est l'un des principaux musiciens (1764 à 1781). Il retourne brièvement à Londres, mais en 1783, se rend de nouveau à Dublin où il réside jusqu'à sa mort.
Il a investi dans un opéra, qu'il a fondé en 1783 ainsi que dans un magasin de musique, sans en avoir tiré de profits.
Parmi ses compositions figurent des opéras, un oratorio (Isaac (1767)), une grande quantité d'ouvertures, sonates, concertos, quatuors, trio pour violon, flûte et basse continue, chansons, etc. Tommaso Giordani a été aussi organiste à la Pro-cathédrale Sainte-Marie de Dublin (1784 à 1798) et joué un Te Deum de sa composition à l'occasion de la récupération du roi George III, 30 avril 1789. Parmi ses élèves figurent Lady Morgan, Tom Cooke et John Field, l'inventeur du nocturne, qui a fait ses débuts à l'un des concerts de Giordani (4 avril 1792).
Ses derniers opéras, The Cottage et Festival sont produits au Théâtre royal de Dublin le 28 novembre 1796.
Tommaso Giordani est mort à Dublin en février 1806.
Son frère cadet Giuseppe Giordani (1743–1798), surnommé « Giordanello » est aussi un compositeur.

## Œuvres

### Operas
- La commediante fatta cantatrice (opera comique, 1756, Londres)
- Don Fulminone, or The Lover with Two Mistresses (opera comique, 1765, Dublin)
- The Enchanter, or Love and Magico (opera comique, 1765, Dublin)
- The Maid of the Mill (opera comique, libretto de I. Bickerstaff, 1765, Dublin)
- Love in Disguise (opera comique, libretto de H. Lucas, 1766, Dublin)
- L'eroe cinese (opera seria, libretto de Pietro Metastasio, 1766, Dublin)
- Phyllis at Court (opera comique, libretto de R. Lloyd, 1767, Dublin)
- The Elopement (pantomime, 1767, Londres)
- Il padre e il figlio rivali (opera comique, 1770, Londres)
- Acis and Galatea (cantata, libretto de G. Farranio, 1777, Londres)
- Il re pastore (opera seria, libretto de Pietro Metastasio, 1778, Londres)
- Il bacio (opera comique, libretto de C. F. Badini, 1782, Londres)
- Gibraltar (opera comique, libretto de R. Houlton, 1783, Dublin)
- The Haunted Castle (afterpiece, libretto de W. C. Oulton, 1783, Dublin)
- The Enchantress, or the Happy Island (musical entertainment, libretto de A. M. Edwads, 1783, Dublin)
- The Happy Disguise (opera comique, libretto de W. C. Oulton, 1784, Dublin)
- Genius of Ireland (masque, 1784, Dublin)
- The Dying Indian (musical Entertainment, 1784, Dublin)
- Orfeo ed Euridice (opera burlesque, libretto de R. Houlton, 1784, Dublin)
- The Hypochondriac (afterpiece, libretto de A. Franklin, 1785, Dublin)
- The Island of Saints, or The Institution of the Shamrock (pantomime, 1785, Dublin)
- Calypso, or Love and Enchantment (serio-comic opera, libretto de R. Houlton, 1785, Dublin)
- Perseverance, or The Third Time the Best (musical interlude, libretto de W. C. Oulton, 1789, Dublin)
- The Distressed Knight, or The Enchanted Lady (opera comique, 1791, Dublin)
- The Ward of the Castle (opera comique, libretto de Mrs Burke, 1793, Londres)
- The Cottage Festival, or A Day in Wales (opera comique, libretto de Leonard MacNally, 1796, Dublin)

#### Collaborations
- L'omaggio (pastoral, 1781, Londres ; en collaboration avec Giovanni Battista Bianchi et Vincenzo Rauzzini)
- The Contract (opera comique libretto de Robert Houlton, 1782, Dublin ; en collaboration avec Philip Cogan et John Stevenson)
- To Arms, or The British Recruit (musical interlude, libretto de T. Hurlstone, 1793, Londres ; en collaboration avec William Shield et John Stevenson

#### Adaptations d'autres compositeurs
- Gli amanti gelosi de Baldassare Galuppi (1764, Dublin)
- The Beggar's Opera (1765, Dublin)
- Artaserse de Johann Adolf Hasse (1772, Londres)
- Antigono de Johann Adolf Hasse (1774, Londres)
- Armida de Antonio Sacchini (1774, Londres)
- Le due contesse de Giovanni Paisiello (1777, Londres)
- The Lady of the Manor de John Hook (1784, Dublin)
- Love in a Village de Thomas Augustine Arne (1784, Dublin)
- Robin Hood, or Sherwood Forest de William Shield (1784, Dublin)
- Gretna Green de Samuel Arnold (1785, Dublin)
- Fontainebleau, or Our Way in France de William Shield (1785, Dublin)
- The Tempest di Thomas Augustine Arne (1789, Dublin)
- The Battle of Hexham di Samuel Arnold (1789, Dublin)
- The Haunted Tower di Stephen Storace (1790, Dublin)
- The Siege of Belgrade, or The Turkish Overthrow di Stephen Storace (1791, Dublin)

#### Pasticci
- Le vicende della sorte (1770)
- Il trionfo d'amore (1773)
- La marchesa giardiniera (1775)
- La frascatana (1776)
- Il geloso in cimento (1777)
- La vera costanza (1778)
- Alessandro nelle Indie (1779)
- L'Arcifanano (1780)
- Il barone di Torre Forte (1781)
- Ezio (1781)
- The Silver Tankard (1781)
- I viaggiatori felici (1781)
- Silla (1783)
- Love in a Village (1791)
- Inkle and Yarico (1791)

#### Comédies
- The Way to Keep Him (libretto de A. Murphy, 1760, Londres)
- The Critic (libretto de R. B. Sheridan, 1779, Londres)
- The Musical Lady (1784, Dublin)

### Concertos
- 6 concertos pour clavecin, op. 14 (1776)
- 6 concertos pour clavecin, op. 23 (éd. 1785)
  1. en si-bémol majeur
  2. en ut majeur
  3. en la majeur
  4. en mi-bémol majeur
  5. en sol majeur
  6. en ré majeur
- 3 concertos, op. 33 (éd. 1789)
  1. en mi-bémol majeur
  2. en ut majeur
  3. en si-bémol majeur

## Discographie
- Concertos pour clavecin op. 23 et 33 - Accademia dei Solinghi, dir./clavecin : Rita Peiretti (avril/juin 2003, 2CD Dynamic CDS428/1-2) (OCLC 56032101)
- Six sonates, op. 4 - Lina Uinskyte, violon ; Marco Ruggeri, clavecin, pianoforte et orgue (25-26 août 2014, Brilliant Classics) (OCLC 949472030)

## Sources
- (en) Cet article est partiellement ou en totalité issu de l’article de Wikipédia en anglais intitulé « Tommaso Giordani » (voir la liste des auteurs).